# Alessio Figalli
Alessio Figalli (Roma, 2 de abril de 1984) é um matemático italiano. Seu campo principal de trabalho é cálculo de variações e equações diferenciais parciais.
Em 2012 foi laureado com o Prêmio EMS.
Foi palestrante convidado do Congresso Internacional de Matemáticos em Seul (2014: Quantitative stability results for the Brunn-Minkowski inequality). Recebeu a Medalha Stampacchia de 2015.
Em 2018 recebeu a Medalha Fields.